# Alfonso García Martínez
Alfonso García Martínez (Cabezamesada, Toledo, 11 de febrero de 1962) es un periodista y presentador español.

## Trayectoria profesional
Inicia su carrera profesional en marzo de 1983 en Radio Minuto. En la emisora es locutor de programas musicales y posteriormente redactor especializado en información regional y local.
Posteriormente, desde mayo de 1988 a enero de 1991, es subdirector de Hora 20 y director y presentador de Hora 20. Redacción Madrid. Como presentador de Hora 20 presenta diversos programas especiales, como el dedicado a la Guerra del Golfo y desde Hora 20. Redacción Madrid informa sobre la actualidad local y regional de la comunidad autónoma.
Después, entre junio de 1991 y octubre de 1993 es redactor jefe de los Servicios Informativos de Telemadrid, además de presentar y dirigir Telenoticias 1, el primer informativo de contenidos regionales y locales de la cadena. Más adelante, entre octubre de 1993 y agosto de 1996 presenta y dirige los Telenoticias fin de semana en Telemadrid. Durante esta etapa se renueva la estructura del informativo y el equipo que lo conforma. Luego, entre agosto de 1996 y octubre de 1999 presenta y dirige Telenoticias 2 con Susanne Pfingsten. Durante este periodo, edita y presenta todos los informativos especiales que emite Telemadrid: atentados terroristas cometidos en Madrid, funerales de estado, Debates sobre el Estado de la región, Debates de Investidura, entrevistas electorales, noches electorales, Cabalgatas de Reyes Magos...
El programa especial que presenta con motivo de la llegada del Real Madrid a la capital, con la séptima Copa de Europa ganada en la Liga de Campeones de la UEFA, atrae a un 48% de la audiencia, siendo esta la emisión más vista en la historia de Telemadrid.
Ulteriormente, desde noviembre de 1999 a mayo de 2001 es director de Onda Madrid y de mayo de 2001 a julio de 2002 es el primer director de Radio Castilla-La Mancha. Ambas ocupaciones las compagina desde enero de 2000 a julio de 2002, con la presentación y subdirección del programa Sucedió en Madrid en Telemadrid.
Seguidamente, desde el 9 de julio de 2002 al 13 de enero de 2004 es director de los Servicios Informativos de Telemadrid, a la vez que regresa a la dirección y presentación de Telenoticias 2 con Susanne Pfingsten desde septiembre de 2002 a enero de 2004. También dirigió y presentó retransmisiones en directo de eventos informativos como las manifestaciones contra la Guerra de Irak, la visita del Papa Juan Pablo II a Madrid, el anuncio del noviazgo de los Príncipes de Asturias, entrevistas electorales, debates electorales, noches electorales, debate de Investidura, comisión de investigación de la Asamblea de Madrid por el “Caso Tamayo” o Sorteos Extraordinarios de Navidad.
Finalizada su etapa como director de Informativos, en enero de 2004 regresó a Sucedió en Madrid, para más tarde recalar en la segunda edición diaria de Telenoticias, esta vez como reportero durante la temporada 2004/05. Con posterioridad, desde septiembre de 2005 a enero de 2006, es subdirector del programa Años Luz, que es dirigido y presentado por Luis Mariñas y que está dedicado a la ciencia, tecnología e innovación.
En marzo de 2006 tras 15 años en Telemadrid, abandona la cadena para ser subdirector y presentador sustituto de Los desayunos de TVE hasta enero de 2008.
Desde junio de 2008 a noviembre de 2011, pone en marcha y dirige el departamento de Comunicación y Relaciones Públicas de Toletum Visigodo, el departamento y la estrategia de comunicación del mayor yacimiento arqueológico de Europa de la época visigoda situado en Toledo. También da a conocer los descubrimientos realizados en el yacimiento con entrevistas a los responsables, que son recogidas por los medios de comunicación a nivel regional y nacional, a través de Televisión Española, Cadena SER, COPE, Radio Nacional de España, El País, El Mundo y medios especializados en historia y arqueología.
Posteriormente, desde noviembre de 2011 a diciembre de 2015 es director de Redacción de Videoreport Canarias S. A., empresa que se encarga de gestionar y administrar los Servicios Informativos de Televisión Canaria. Tras dejar la dirección de Redacción de Videoreport Canarias S. A., en diciembre de 2015 es uno de los candidatos al concurso público para elegir al director general de Radio Televisión Madrid.
Entre enero de 2016 y mediados de 2019 es jefe del departamento de Comunicación de la Empresa Municipal de Vivienda y Suelo de Madrid. Y en enero de 2022 es propuesto por el Consejo de Administración de Radio Televisión Madrid como nuevo director general de la radiotelevisión pública madrileña, pero finalmente la Asamblea de Madrid rechazó la candidatura del Consejo de Administración.